# Sultan Al Enezi
Sultan Al Enezi (29 de setembro de 1992) é um futebolista profissional kuwaitiano que atua como defensor.

## Carreira
Sultan Al Enezi representou a Seleção Kuwaitiana de Futebol na Copa da Ásia de 2015.